# کلی روزن
کلی روزن (انگلیسی: Kelly Rosen؛ زادهٔ ۲۳ نوامبر ۱۹۹۵) بازیکن فوتبال اهل استونی است.
وی همچنین در تیم ملی فوتبال Estonia بازی کرده‌است.